# Roswell Garst
Roswell "Bob" Garst (13 de junio de 1898-4 de noviembre de 1977) fue un agricultor y empresario estadounidense. Fue uno de los líderes de la empresa de semillas Garst & Thomas Co. Desarrolló un maíz híbrido en 1930 que permite un rendimiento superior al de la polinización natural.
A raíz de la Exposición de Logros de la Economía Nacional de la URSS de 1955, empezó a vender semillas híbridas a la Unión Soviética. Es conocido en los EE. UU. por la visita de Jruschov a su finca de Coon Rapids en Iowa, el 23 de septiembre de 1959, a pesar de la Guerra Fría, y también porque jugó un papel en la mejora de las relaciones entre Estados Unidos y la Unión Soviética.